# Колдаисский сельсовет
Колдаи́сский сельсовет — муниципальное образование со статусом сельского поселения в Шемышейском районе Пензенской области Российской Федерации.
Административный центр — село Колдаис.

## География
Колдаисский сельсовет расположен в северно-восточной части Шемышейского района Пензенской области.
Территория сельского поселения граничит с Усть-Узинским, Песчанским, Старояксарским сельсоветами Шемышейского района, Канаевским и Турдакским сельсоветами Городищенского района Пензенской области.

## История
Статус и границы сельского поселения установлены Законом Пензенской области от 2 ноября 2004 года № 690-ЗПО «О границах муниципальных образований Пензенской области».

## Население
| 2002 | 2010 | 2012 | 2013 | 2014 | 2015 | 2016 |
| ---- | ---- | ---- | ---- | ---- | ---- | ---- |
| 532  | ↘429 | ↘402 | ↘399 | ↘396 | ↗410 | ↗414 |
| 2017 | 2018 | 2021 |      |      |      |      |
| ↗429 | ↘416 | ↗483 |      |      |      |      |

## Состав сельского поселения
| № | Населённый пункт | Тип населённого пункта       | Население |
| - | ---------------- | ---------------------------- | --------- |
| 1 | Виляевка         | село                         | ↘3        |
| 2 | Ивановка         | деревня                      | 12        |
| 3 | Колдаис          | село, административный центр | ↘414      |

## Инфраструктура
В структуре современного расселения доминирует административный центр — село Колдаис с населением 400 человек. В поселке Ивановка проживает 11 человек. В селе Виляевка — 4 человека.
Ближайшая железнодорожная станция расположена в селе Канаевка Городищенского района Пензенской области на расстоянии 7 км от села Колдаис. Расстояние от села Колдаис до административного центра района — р. п. Шемышейка 25 км, до областного центра — г. Пенза — 72 км.